# Transfemminismo

Uno dei simboli del transfemminismo.

Il transfemminismo è una forma di femminismo sviluppatosi tra la fine del XX secolo e gli inizi del XXI secolo,  che ha ricevuto una grande influenza dall'attivismo LGBT, soprattutto per la visione transessuale, transgender e intersessuale; così come dai movimenti antirazzisti e postcoloniali, dal femminismo decoloniale e da gruppi politici che cercano l'abolizione della segregazione sociale per motivo di appartenenza a una classe sociale, a una etnia, a un genere o a un orientamento sessuale. La politica transfem ha una forte matrice anticapitalista e lotta per i diritti sociali e civili delle soggettività. Il concetto di transfemminismo va oltre la difesa dell'eguaglianza di genere nella società, bensì ritiene i ruoli di genere una costruzione sociale utilizzata come strumento di oppressione. Prende forma da movimenti di resistenza che intendono l'assegnazione arbitraria del genere alla nascita come manifestazione di un sistema di potere che controlla e limita i corpi, per adattarli all'ordine sociale stabilito.
I movimenti hanno l'intento di ampliare e trasformare i codici che regolano tutte queste costruzioni sociali.

## Transfemminismo in Nord America
Il transfemminismo, o trans-femminismo, è stato definito, nel contesto nord americano, dalla studiosa e attivista intersessuale Emi Koyama come "un movimento fatto da e per le donne trans che vedono la loro liberazione come intrinsecamente legata alla liberazione di tutte le donne e oltre". Koyama definisce, inoltre, il movimento come "aperto anche agli altri queer, a persone intersessuali, uomini trans, donne non-trans, uomini non-trans e altri che appoggiano i bisogni delle donne trans e considerano la loro alleanza con le donne trans essenziale per la loro propria liberazione." L'inclusione delle prospettive trans nelle politiche femministe non riguarda la sola assimilazione di alcune identità ad una comunità data, ma riguarda il riconoscimento di bisogni condivisi, di assi intersezionali di oppressione, progetti di emancipazione e costruzione di coalizioni.

## Transfemminismo in Europa
Dall'inizio degli anni '90 sottoculture radicali di squat, collettivi, performer postporno, attivisti queer, hacker, sexworker, migranti hanno espresso politiche e teorie spesso dimenticate dalla ricerca accademica istituzionale. Le comunità transfemministe hanno dato forma ad azioni politiche autonome, anti-istituzionali per la liberazione trans, ma anche più in generale contro la violenza di genere, per la decriminalizzazione del sexwork, per i diritti riproduttivi, contro l'omonazionalismo, per le libertà di migrare, contro l'austerity neoliberista, contro i fenomeni di gentrificazione e contro l'assimilazionismo gay e lesbico mainstream. Originate nel contesto spagnolo, le reti transfemministe si sono sviluppate a livello internazionale dopo la pubblicazione e traduzione in diverse lingue del Manifesto Per la Insurrezione Transfemminista del 2009. Il manifesto ha circolato a livello internazionale in Francia, grazie ai seminari di Le Zoo's Q e al collettivo Outrans. In Italia i primi tentativi di consolidamento di teorie e politiche transfemministe a livello locale sono rappresentati dal Laboratorio Smaschieramenti (dal 2009) e dalla rete Sommovimento NazioAnale (dal 2012 al 2017).
Nel contesto italiano, Non Una Di Meno, ad oggi il movimento femminista e transfemminista più importante nel Paese, ha organizzato dal 2017 scioperi transfemministi nazionali, rispondendo all'appello delle reti argentine Ni Una Menos. Le istanze femministe e transfemministe sono presenti nel Piano Femminista Contro la Violenza, redatto da migliaia di attiviste riunite in assemblee nazionali. La manifestazione, indetta per protestare contro il World Congress of Family nella città di Verona nel marzo 2019, ha portato nelle strade un'ampia coalizione intersezionale con un programma politico condiviso e transfemminista. 
Il transfemminismo europeo mantiene un focus specifico sulle politiche trans e di genere. Infatti centinaia di collettivi hanno aderito nel 2009 alla campagna spagnola Stop Trans Pathologization, per la rimozione della transessualità dai manuali diagnostici, per la promozione del consenso informato come modello universale per la salute trans, per il riconoscimento legale dei generi e per la lotta e prevenzione alla violenza transfobica.